# Pedro Viola
Pedro Viola (nacido el 29 de junio de 1983 en San Juan) es un lanzador dominicano de Grandes Ligas que juega con los Orioles de Baltimore. Fue llamado a las Grandes Ligas el 2 de septiembre de 2009, terminando con récord de 2-2 con una efectividad de 5.47 y convirtió ocho de 11 oportunidades de salvamento en Triple-A para Louisville Bats.
Viola jugó para los equipos en todos los niveles de ligas menores en la organización de los Rojos de Cincinnati, algunos de los cuales ya han finalizado su afiliación con los Rojos. Jugó para DSL Reds, Sarasota Reds, Dayton Dragons y Chattanooga Lookouts.
Viola hizo su debut con los Rojos el 8 de septiembre en el Coors Field contra los Rockies de Colorado, lanzando en el sexto y séptimo innings en relevo del abridor Matt Maloney. Entregó un jonrón a Eric Young, Jr. en la sexta entrada, siendo el primer cuadrangular de Young. Viola también permitió un sencillo de Todd Helton durante la entrada. Dio un boleto y ponchó a un bateador cada uno en la séptima entrada, en ruta a una victoria de los Rockies 3-1.
Viola fue reclamado en waivers por los Orioles de Baltimore el 21 de abril de 2010.
Después de unirse a los Orioles pasó la mayor parte de su tiempo en Doble-A con Bowie Baysox, pero ha sido convocado en dos ocasiones. Actualmente está lanzando en el bullpen de los Orioles después de ser convocado a finales de junio para unirse al equipo.